# Kersenmarkt
De Kersenmarkt (Maastrichts: Keersmerret) is een straat in het centrum van de Nederlandse stad Maastricht. De straat is onderdeel van de hoofdroute tussen Sint Servaasbrug en Onze-Lieve-Vrouweplein. De Kersenmarkt is een winkelstraat en ligt midden in het voetgangersgebied van Maastricht. Hoewel het een zeer korte straat is, liggen er diverse historische panden, waaronder drie rijksmonumenten.

## Geschiedenis
Door archeologisch onderzoek is vastgesteld dat het tracé van de Romeinse hoofdweg, tegenwoordig meestal aangeduid als Via Belgica, iets ten oosten van de huidige Kersenmarkt liep. Opgravingen hebben aangetoond dat hier, ten noorden van de nederzettingskern die vlak bij de Eerste Romeinse brug van Maastricht lag, al in de 1e eeuw na Chr. gewoond en gewerkt werd. De opgravingen bevestigen het beeld van Romeins Maastricht als een bescheiden provinciaal-Romeinse nederzetting, bestaande uit een kern van stenen gebouwen (het latere castrum bij de brug), een grote begraafplaats (op het Vrijthof) en daar tussenin langgerekte, op de weg georiënteerde percelen met gebouwen van hout en leem.

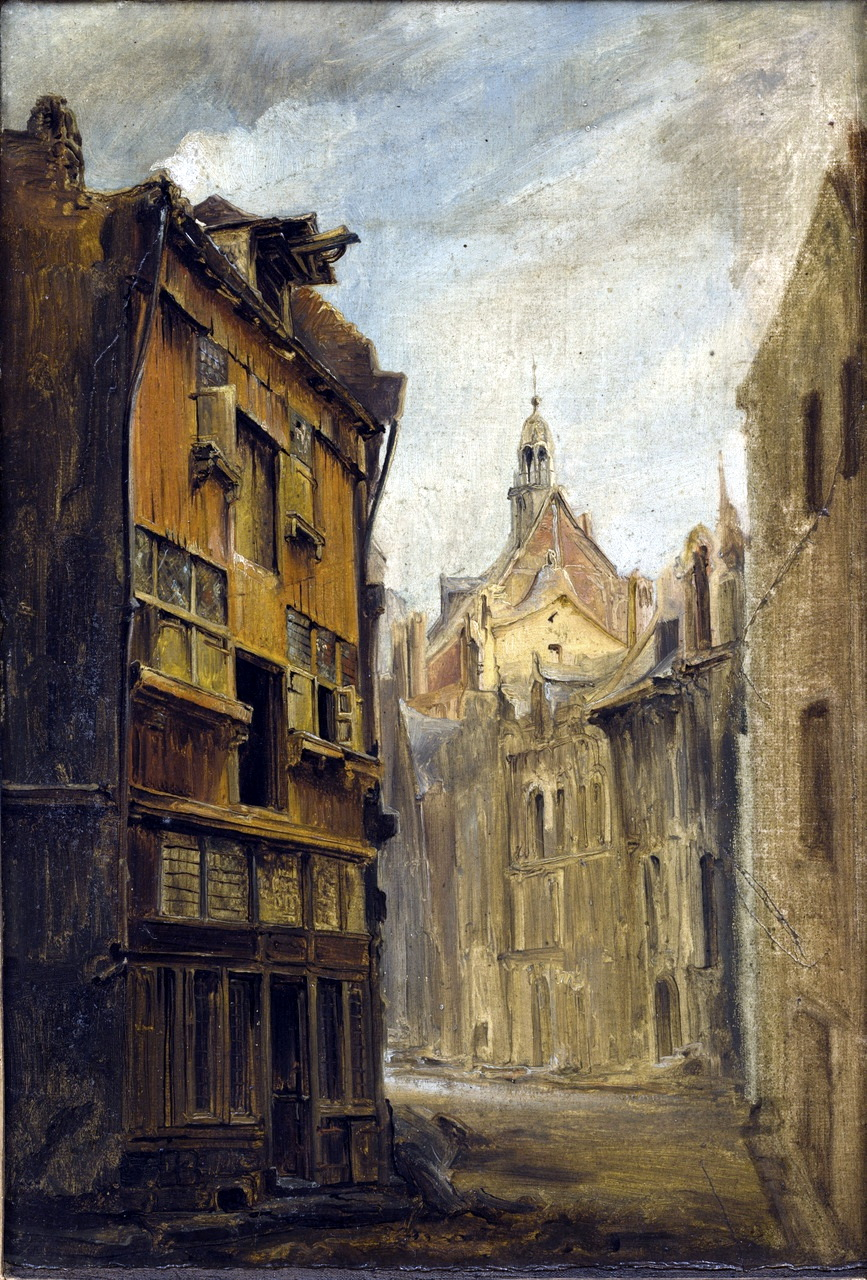
Houten huis, vóór 1838

De oudste vermelding van de Kersenmarkt (Latijn: foro cerasorum) dateert uit 1243, wat doet vermoeden dat het al vroeg een marktplein was. In 1420 heette de straat Kersmarckt. Volgens sommige auteurs betekent 'kers' of 'keers' hier kaars. Toch koos de gemeenteraad bij de officiële vaststelling van de naam in 1911 voor de betekenis van kers.
Tot circa 1377 zetelden bestuur en rechtspraak in Maastricht in één gebouw op de toen ruimere Kersenmarkt, op de plek waar Wolfstraat, Smedenstraat en Havenstraat samenkomen. De zuidwestelijke wand van de Maastrichter Brugstraat en de noordwestelijke wand van de Maastrichter Smedenstraat bestonden nog niet; de Kersenmarkt was dus groter en veel meer een plein dan nu. Het eerste stadhuis stond midden op dit plein. Omstreeks 1377 verhuisde het stadsbestuur en de (lage) rechtspraak naar een nieuw onderkomen, het huis De Lanscroon in de Sint-Jorisstraat (Grote Staat). Aan de kant van de Kleine Staat stond de Gosewijnstoren (of Gosmarstoren), een middeleeuwse woontoren of donjon.

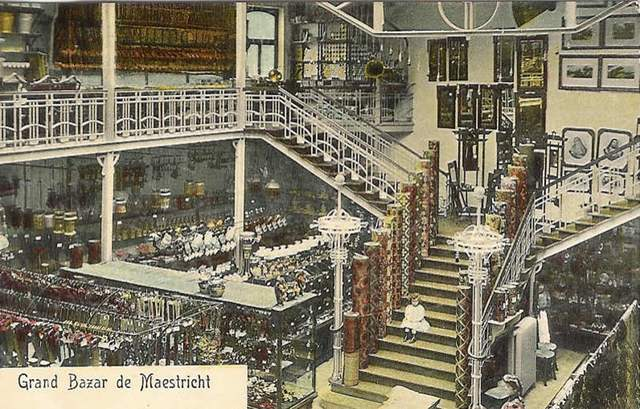
Interieur Grand Bazar, begin 20e eeuw

De Kersenmarkt was door zijn ligging een bedrijvige straat. Na de Franse tijd veranderde het karakter van de centrumstraten geleidelijk, ook van de Kersenmarkt. In 1838 werd het laatste houten huis van Maastricht afgebroken, een huis met drie verdiepingen met een roodgeverfde puntgevel aan de Kersenmarkt. In de loop van de 19e eeuw vertrokken kleine bedrijven en handwerkslieden (zoals zilversmeden, kleermakers en schoenmakers). Ervoor in de plaats kwamen winkels, vanaf begin 20e eeuw ook filialen van grootwinkelbedrijven. In 1908 opende het van oorsprong Belgische Grand Bazar een vestiging aan de Kleine Staat 24. Al snel breidde het warenhuis uit naar de aangrenzende Kersenmarkt. Het voor die tijd moderne warenhuis bestond uit een ruime hal met een galerij en een monumentale trap onder een enorme lichtkoepel. De in het oog springende gevel in art-nouveaustijl was uitgevoerd met veel glas. In 1970 werd een deel van het Belgische bedrijf overgenomen door Vroom & Dreesmann, die het pand sloopte en er een uitbreiding van het bestaande warenhuis aan de Grote Staat realiseerde, dat daarmee de grootste V&D van Zuid-Nederland werd. In 2002 werden beide bouwdelen weer gescheiden; in het pand aan de Kersenmarkt en Achter het Vleeshuis is thans De Bijenkorf gevestigd. Bij de renovatie van het Stokstraatkwartier werd in de jaren 1960 de oostzijde van de Kersenmarkt sterk gewijzigd. Op de begane grond werd een winkelgalerij aangebracht, die zich voortzet langs de noordzijde van de Maastrichter Smedenstraat.
De laatste jaren hebben de meeste lokale winkels plaats gemaakt voor winkelketens en franchise-ondernemingen. Midden jaren zeventig werd de straat voetgangersgebied. Begin 21e eeuw is het gehele kernwinkelgebied van Maastricht gerenoveerd, waarbij ook de bestrating, het straatmeubilair en de straatverlichting van de Kersenmarkt zijn vernieuwd.
Transformatie westzijde straat

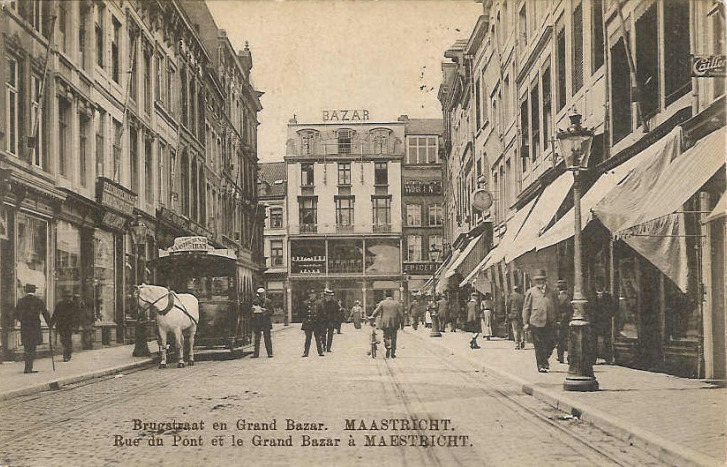
Grand Bazar, ca. 1910
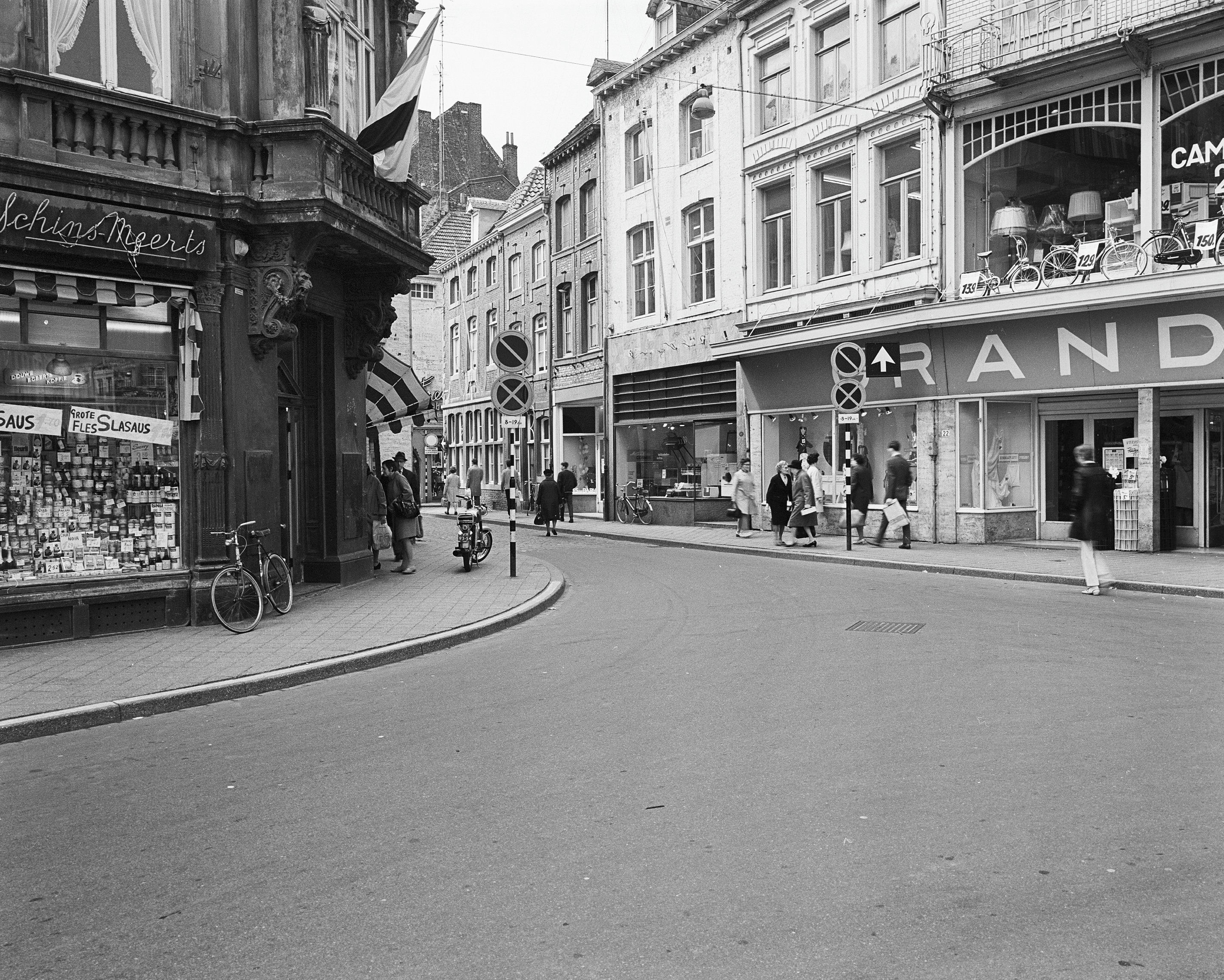
Grand Bazar, 1970
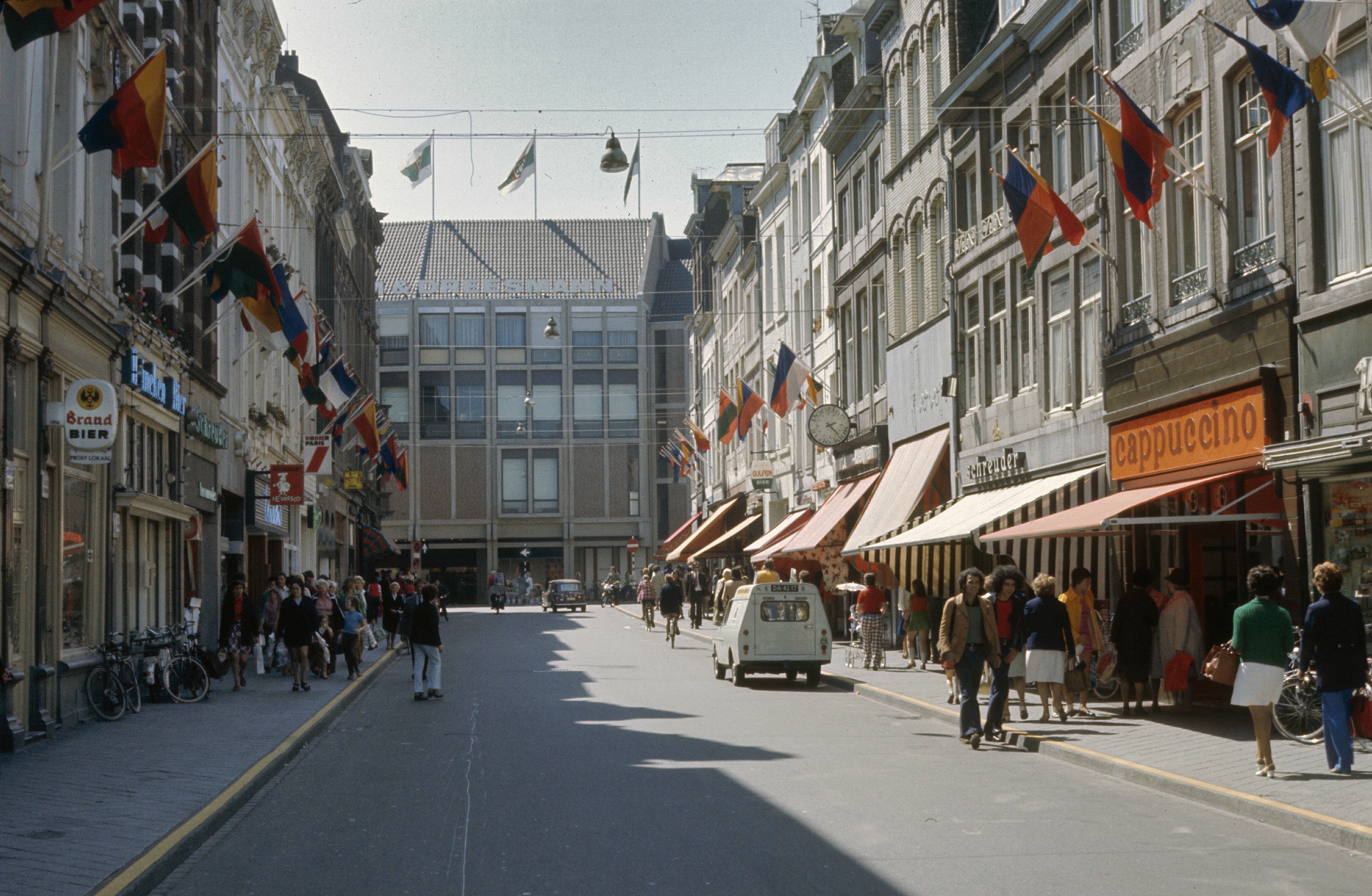
V&D, ca. 1973
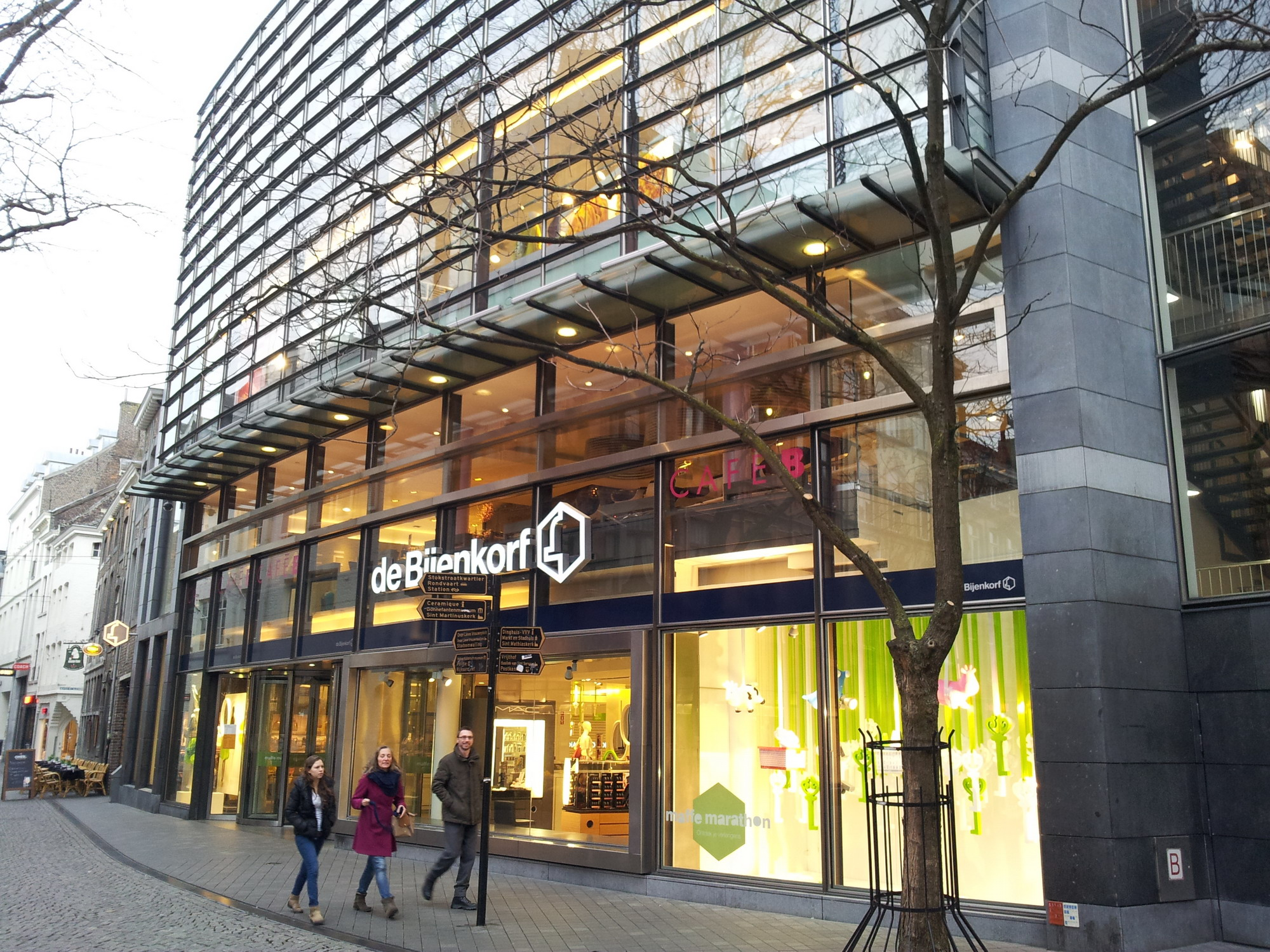
Bijenkorf, 2013

Transformatie oostzijde straat

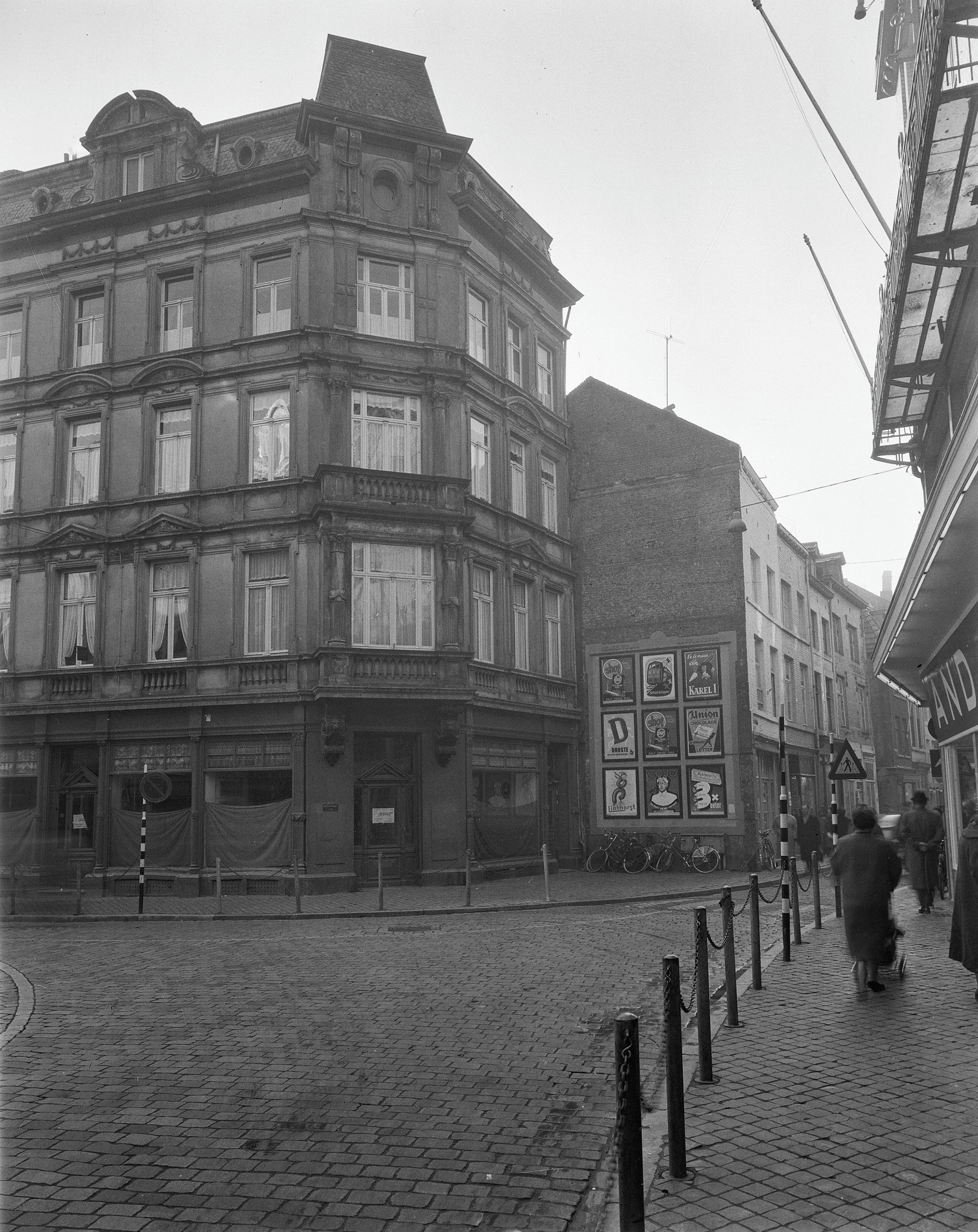
Hoek Brugstraat, 1956
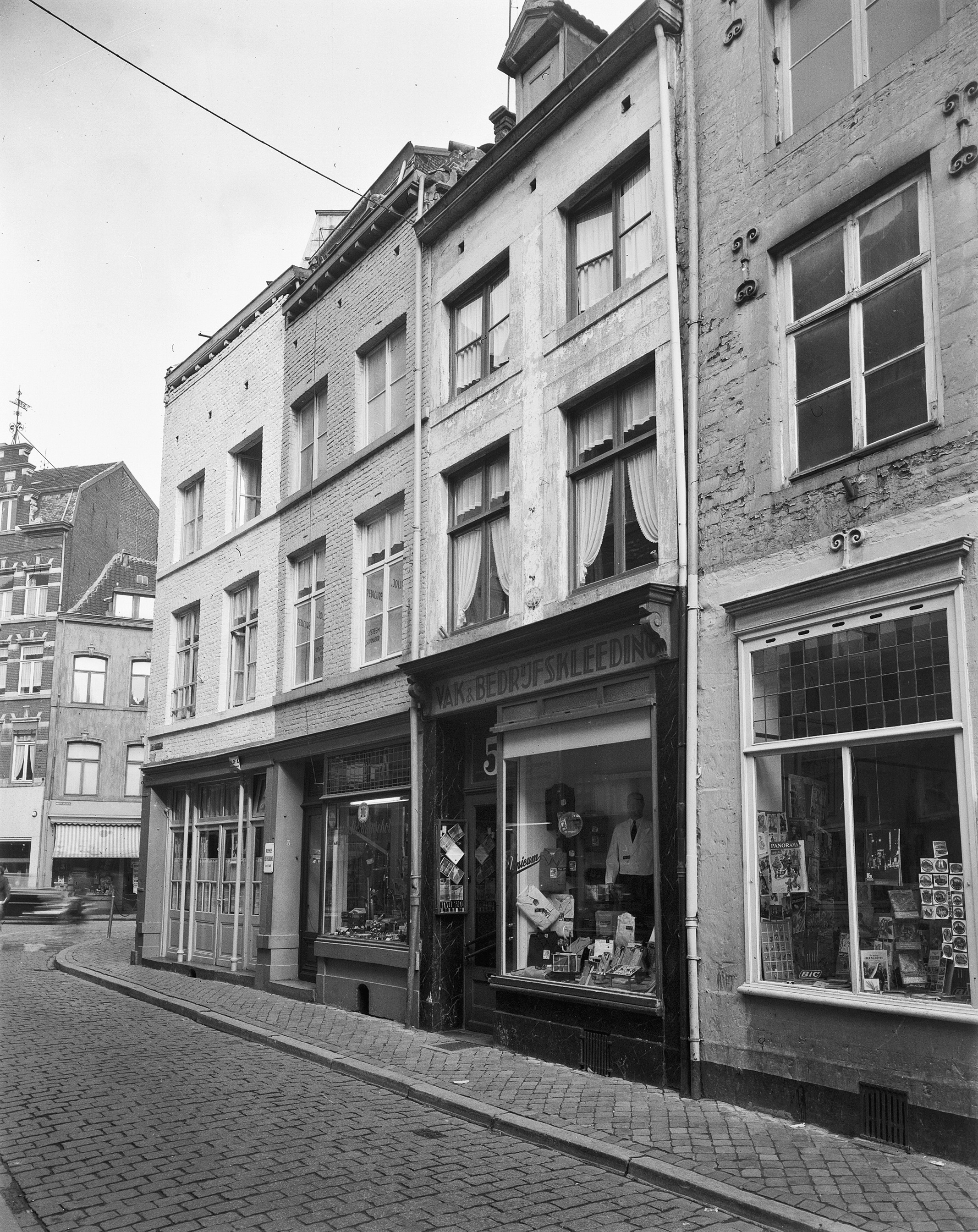
Oostwand, 1956
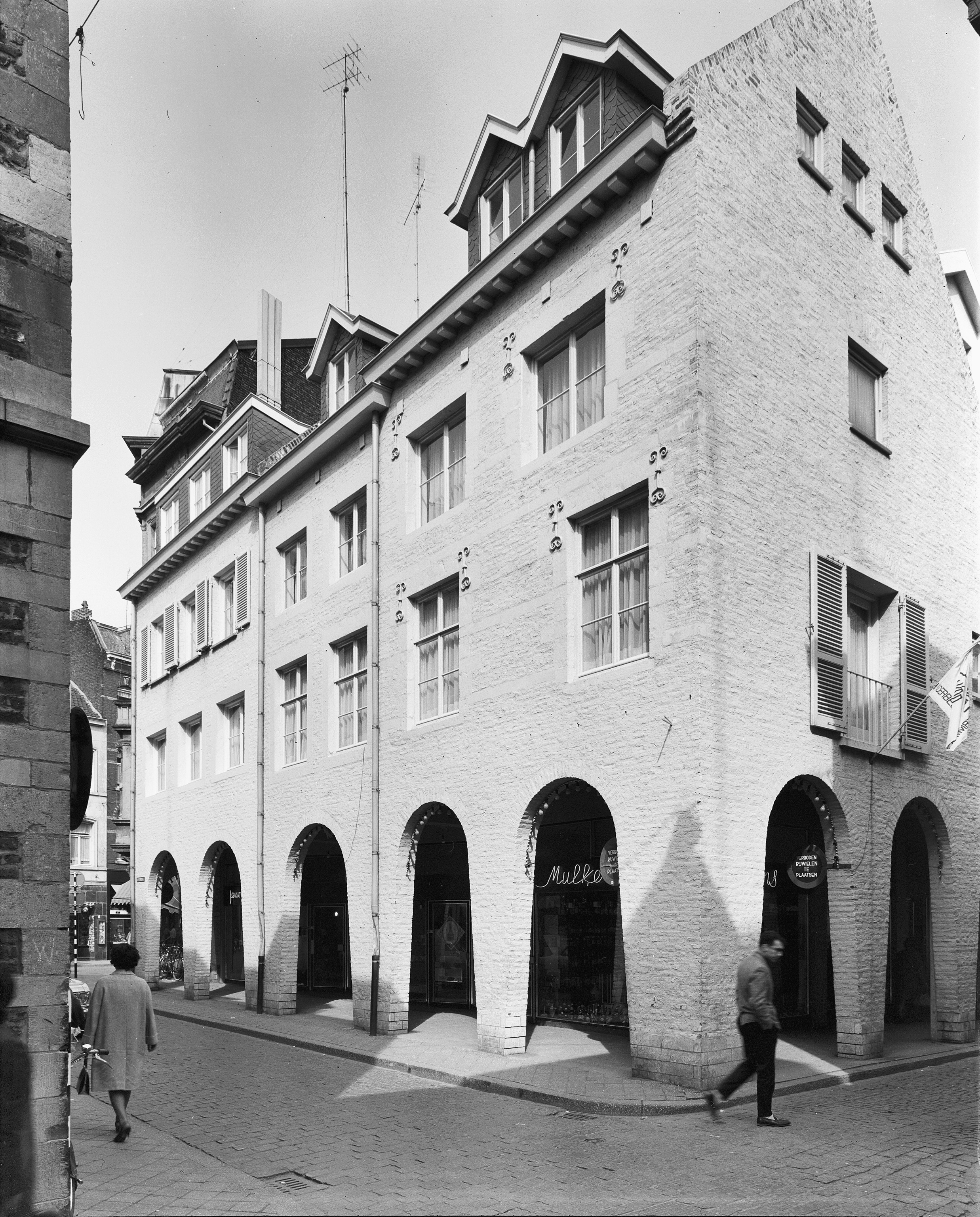
Oostwand, 1967
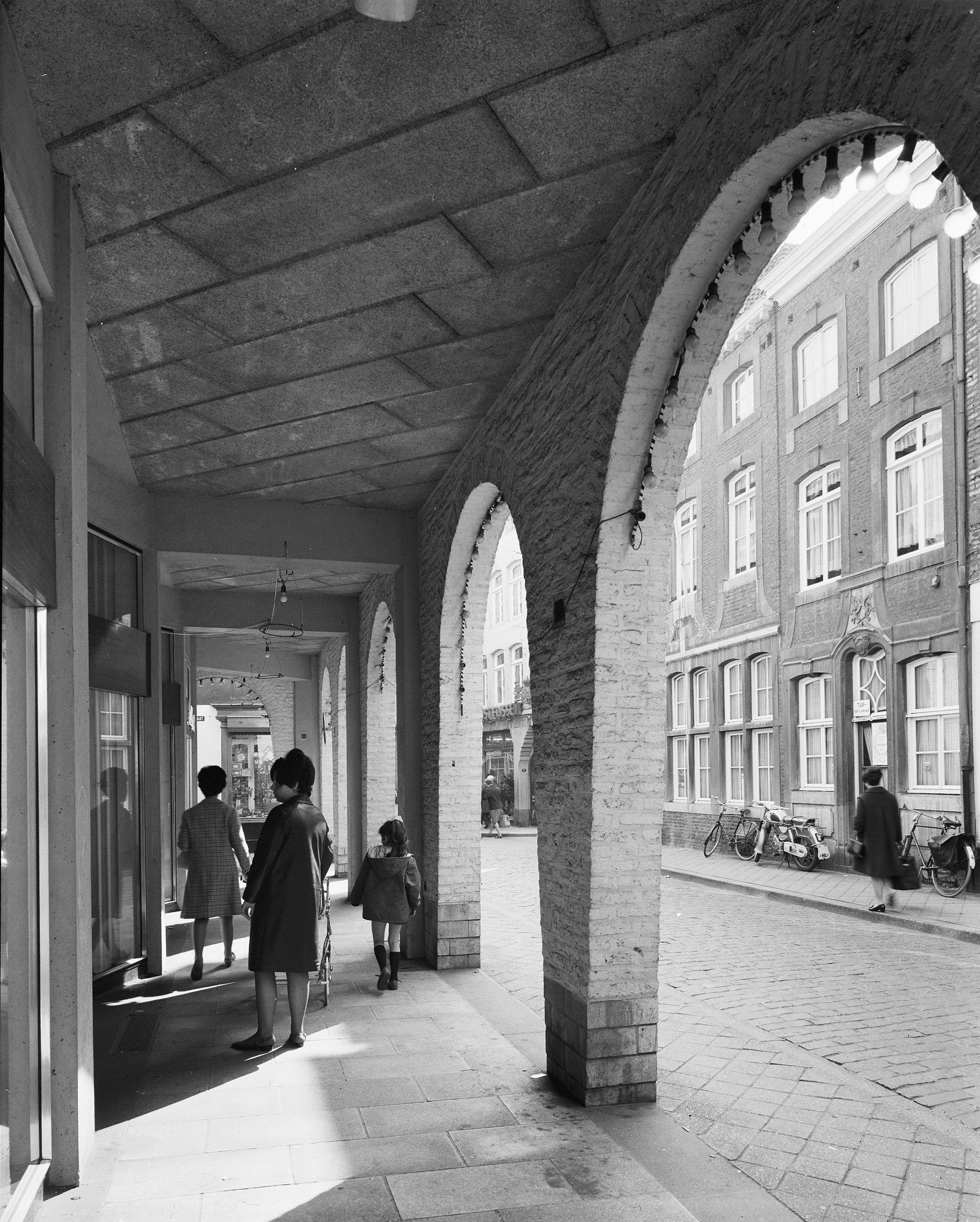
Galerij, 1967

## Bezienswaardigheden; erfgoed

### Rijksmonumenten, gevelstenen

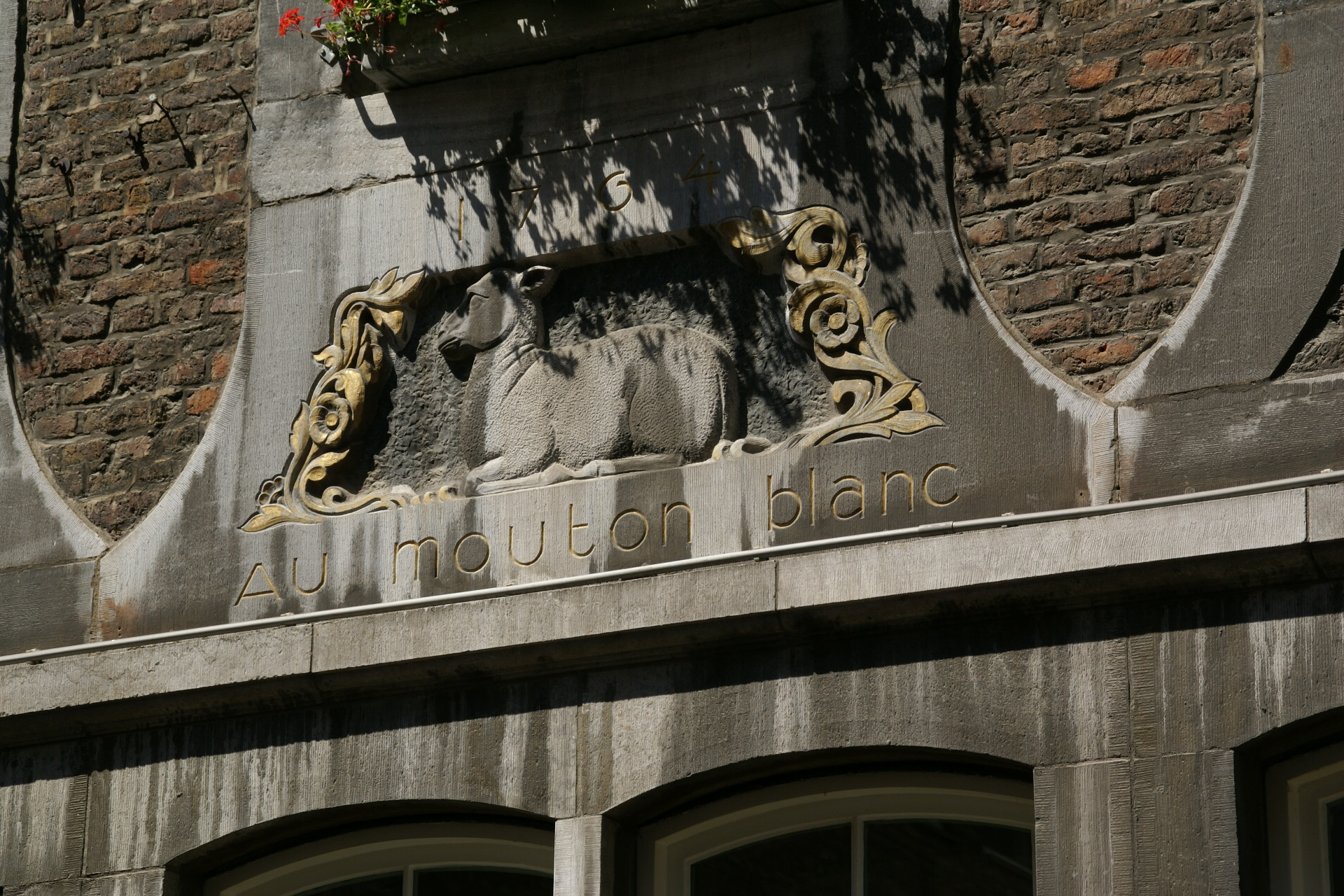
Gevelsteen Au mouton blanc

De Kersenmarkt ligt midden in het beschermd stadsgezicht van Maastricht en telt 3 rijksmonumenten. Het hoekpand Kersenmarkt-Achter het Vleeshuis heeft een lijstgevel en segmentboogvensters met vensteromlijstingen van blauwe hardsteen. In de onderpuien aan beide straatwanden zijn de hardstenen kruiskozijnen nog aanwezig. In de voorgevel aan de Kersenmarkt bevindt zich een gevelsteen met de tekst 1764 AU MOUTON BLANC. Het naastgelegen pand heeft een vergelijkbare gevelopbouw en eveneens een gevelsteen met de tekst 1767 IN T MOLEN YSER. De oudste gevelsteen, een eenvoudige vijfpuntige stadsster, dateert uit 1695.

### Overige architectuur
Het aanzien van de Kersenmarkt heeft sterk te lijden gehad van cityvorming. Met name de verbreding van de Maastrichter Brugstraat (eind 19e eeuw), de renovatie van het Stokstraatkwartier en de bouw en uitbreiding van achtereenvolgens de Grand Bazar, Vroom & Dreesmann en de Bijenkorf hebben een zware tol geëist. Op de hoek van de Maastrichter Brugstraat ligt een imposant winkelpand in eclectische stijl, dat hier na de verbreding van de straat omstreeks 1875 verrees. Aansluitend liggen aan de Kersenmarkt enkele historische panden, waarvan het uiterlijk door de bouw van de winkelgalerij in de jaren zestig sterk is gewijzigd,
De in het oog springende art-nouveau-gevel van de Grand Bazar werd begin jaren zeventig vervangen door een saaie baksteengevel van Vroom & Dreesmann. Deze maakte in 2003 plaats voor de grotendeels glazen pui van De Bijenkorf van architect Kees Rijnboutt. De gevel ligt deels aan de Kleine Staat, deels aan de Kersenmarkt, in de as van de Maastrichter Brugstraat. Een hoogopgaand glazen trappenhuis geeft aan de kant van de Kleine Staat een opvallend accent.

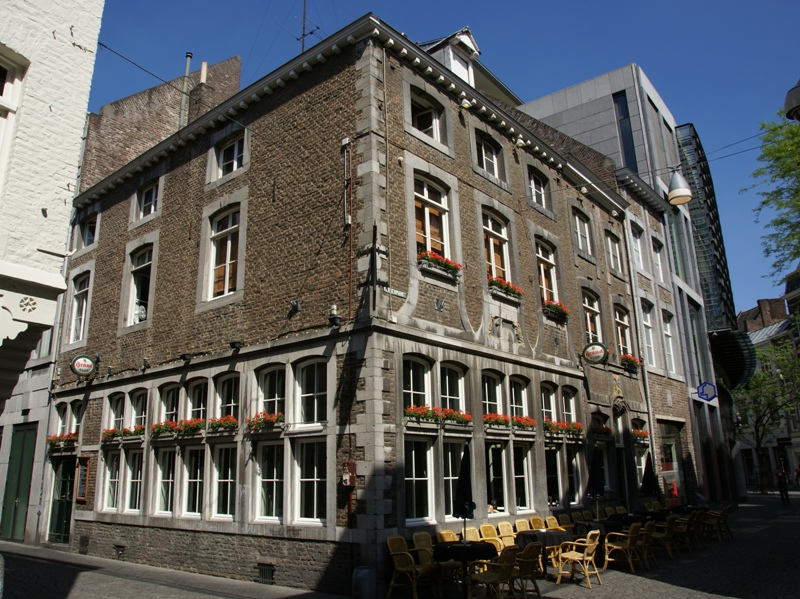
Hoek Achter het Vleeshuis
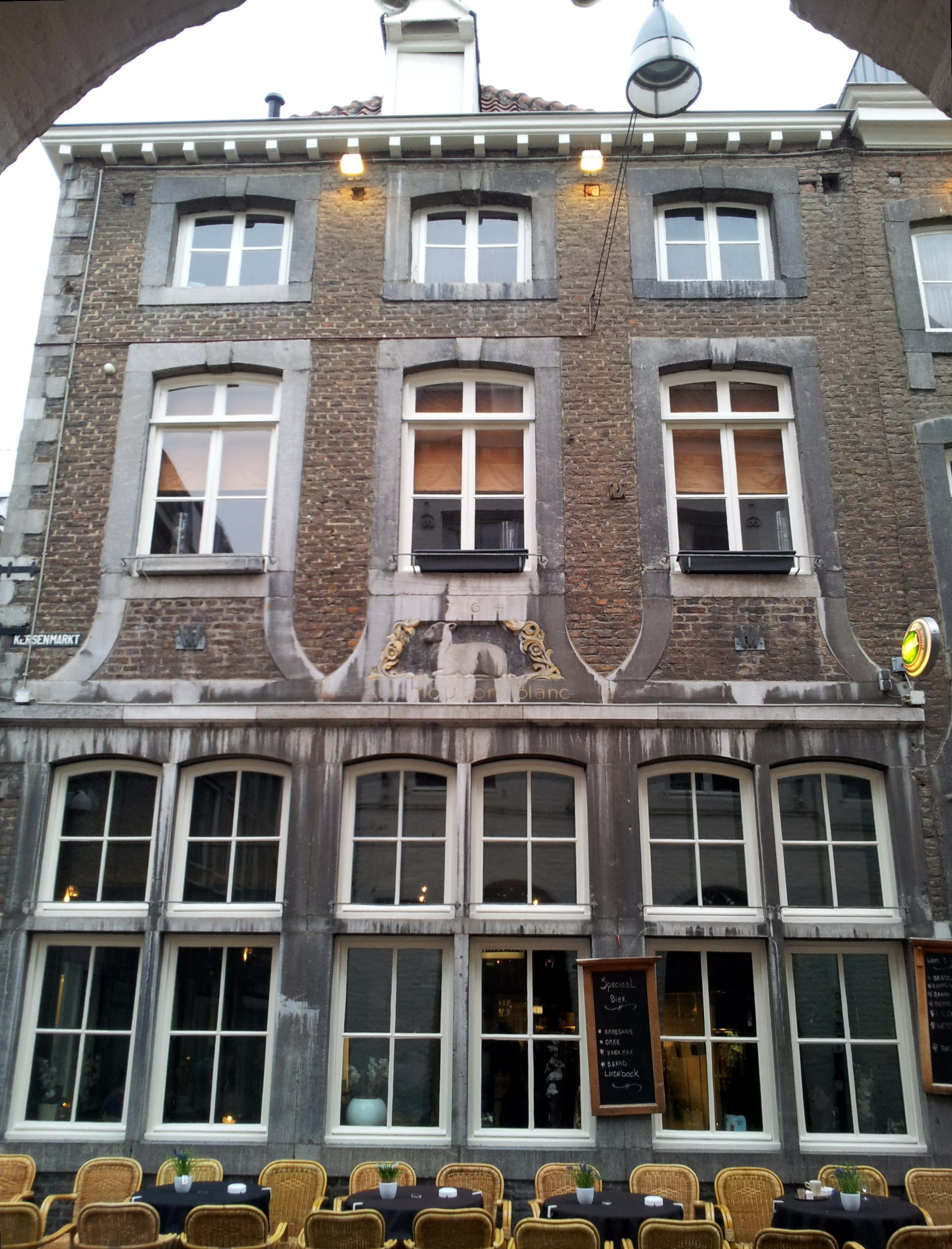
Kersenmarkt 10
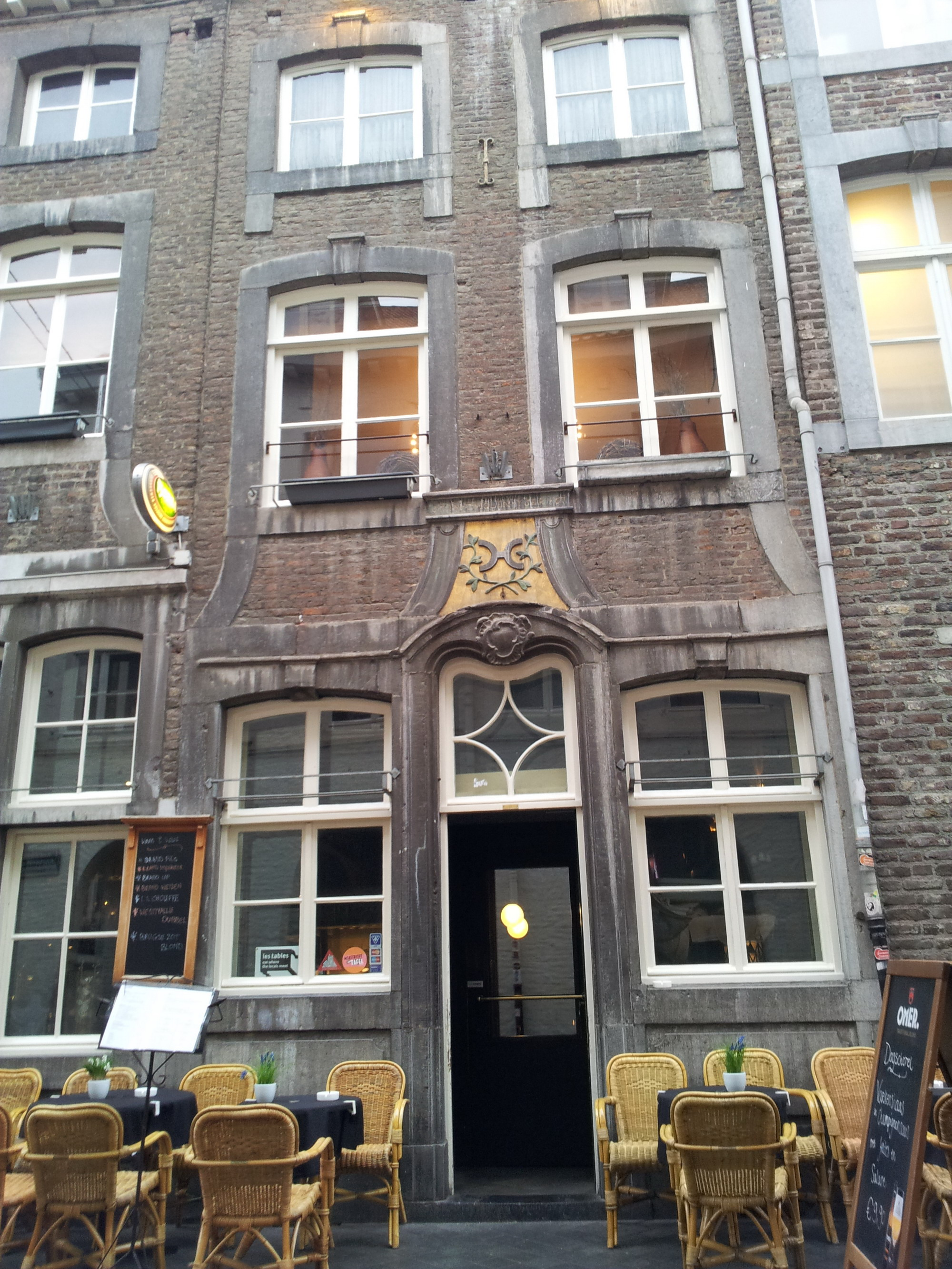
Kersenmarkt 10-A
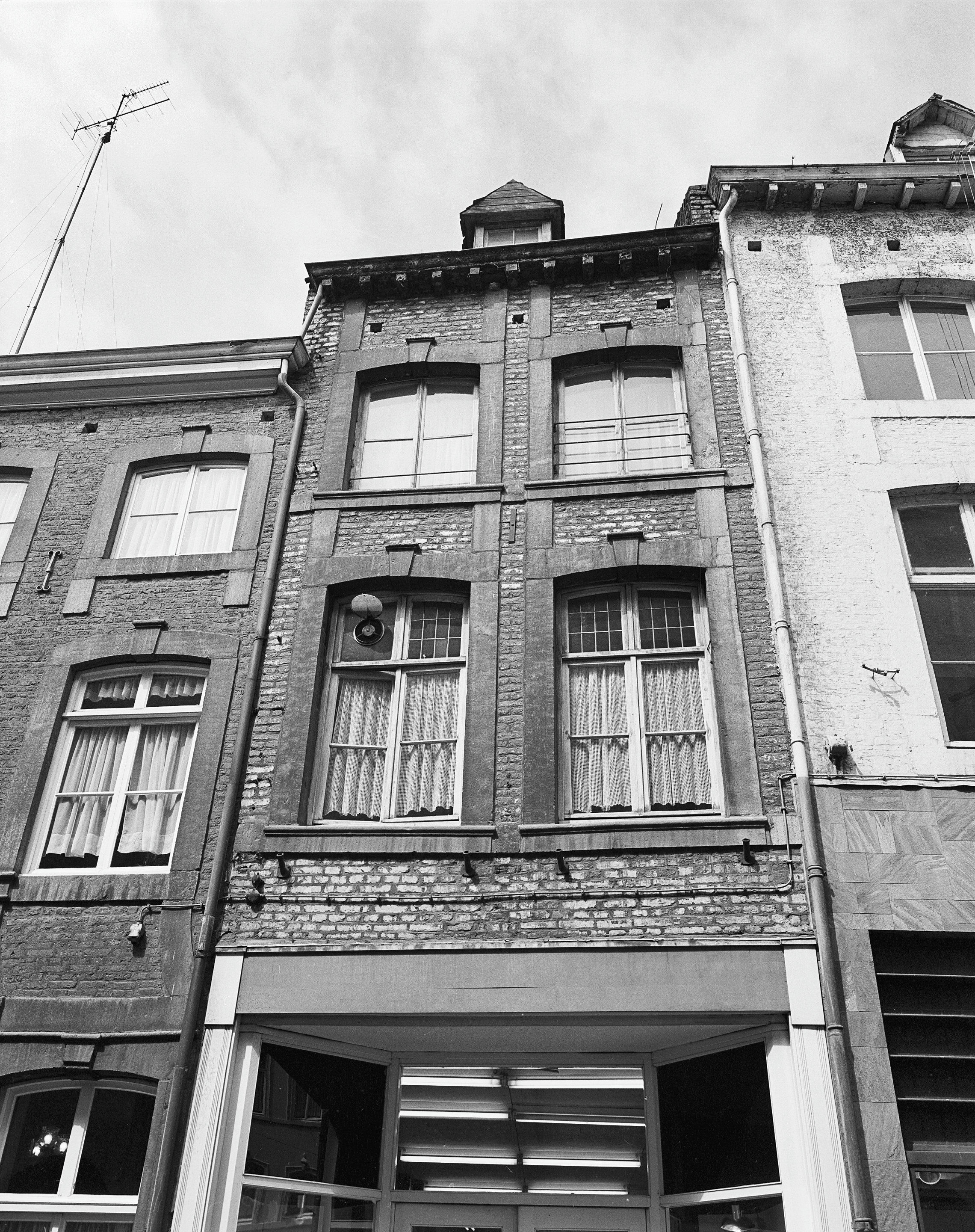
Kersenmarkt 6

## Trivia
- Op de hoek van de Maastrichter Brugstraat en de Kersenmarkt lag in de 17e eeuw het huis In De Leersse. Hier werd op 24 januari 1600 Elisabeth Strouven geboren, de stichteres van het klooster Calvariënberg. Hieruit ontstond later het ziekenhuis Calvariënberg, nog later verpleegkliniek Klevarie. Het geboortehuis van Elisabeth Strouven is in 1877 bij de verbreding van de Maastrichter Brugstraat afgebroken.
- De afwezigheid van de Bijenkorf werd jarenlang gezien als een gemis in het winkelaanbod van Maastricht. Het warenhuisconcern had weliswaar interesse in de Limburgse hoofdstad, maar wilde zich alleen op een A-locatie vestigen. Bij de ontwikkeling van het winkelcentrum Mosae Forum werd rekening gehouden met een Bijenkorf-vestiging. Uiteindelijk maakte de fusie in 1999 van Vendex met Koninklijke Bijenkorf Beheer het mogelijk dat de Bijenkorf een deel van de Maastrichtse V&D-vestiging tot haar beschikking kreeg.